# Monteviale
Monteviale (Monteviałe in veneto) è un comune italiano di 2 746 abitanti circa, della provincia di Vicenza in Veneto.

## Storia
Il comune è stato costituito nel 1906 in seguito al distacco dal comune di Gambugliano .

### Simboli
Lo stemma e il gonfalone del comune di Monteviale sono stati concessi con il decreto del presidente della Repubblica del 19 agosto 2016.
Stemma
È stato scelto l'olmo come simbolo perché una volta, nella piazza di Monteviale, c'era un secolare albero che ormai malato venne tagliato il 1º settembre 1920 e cadendo distrusse il capitello vicino che venne ricostruito l'anno dopo.
Gonfalone
Precedentemente il comune aveva in uso uno stemma leggermente diverso, con il tronco dell'olmo attraversato da una lista bianca svolazzante con la scritta Monteviale d'oro.

## Società

### Evoluzione demografica
Abitanti censiti